# 三氟化铽
三氟化铽是一种无机化合物，化学式为TbF3，微溶于无机酸，难溶于水。它可由碳酸铽和40%氢氟酸在40℃反应得到。将含有吡啶的热的氟化钠的1:1乙醇-水溶液加入至硝酸铽的热水溶液，可以得到白色的吡啶官能化的三氟化铽。
三氟化铽属于六方晶系，晶胞参数a=7.035 A, c=6.875 A。

## 用途
三氟化铽可用于钙还原法制备金属铽。
2 TbF3+3 Ca→3 CaF2+2 Tb